# Condado de Kent (Austrália Ocidental)

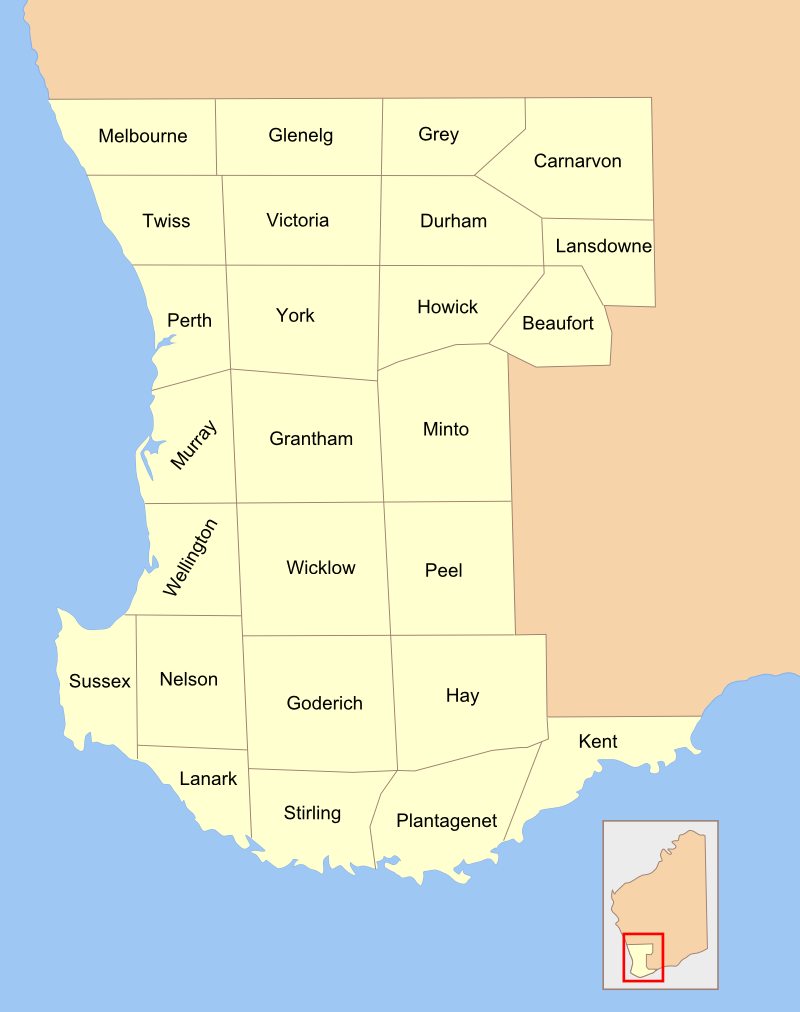
26 counties of Western Australia

O Condado de Kent foi um dos 26 condados da Austrália Ocidental que foram designados em 1829. Foi nomeado após Princesa Alexandrina Victoria de Kent, de 1827 a segunda na linha de sucessão ao trono.
Faz parte das divisões cadastrais da Austrália. Os condados foram usados em todo o Região sudoeste da Austrália Ocidental. 